# Premio USBWA al Freshman Nacional del Año
El Premio USBWA al Freshman Nacional del Año (en inglés, USBWA National Freshman of the Year) es un premio anual otorgado al mejor baloncestista universitario masculino y femenino de primer año (freshman). Fundado en 1988, el premio es entregado por la United States Basketball Writers Association (USBWA, por sus siglas en inglés), una asociación de periodistas de baloncesto universitario. En la temporada 2002–03 se comenzó a entregar a jugadoras femeninas. Nunca ha habido un empate para el premio masculino, pero ha habido dos para el premio femenino. Tasha Humphrey de Georgia y Candice Wiggins de Stanford compartieron el premio en la temporada 2004-05, y Paige Bueckers de UConn y Caitlin Clark de Iowa compartieron honores en la temporada 2020-21. Solo cuatro jugadores, tres hombres y una mujer, han ganado el galardón al mejor jugador nacional (los premios Naismith y/o Wooden) en la misma temporada en la que han conseguido el premio al freshman del año. Kevin Durant de Texas en 2006–07, Anthony Davis de Kentucky en 2011–12, Zion Williamson de Duke en 2018–19 recibieron premios de ambos hombres.
La única mujer en recibir ambos premios en la misma temporada es Bueckers en 2020-21. Chris Jackson y Seimone Augustus, los dos campeones inaugurales en hombres y mujeres, respectivamente, pertenecían a LSU.
El 26 de julio de 2010, la USBWA anunció que renombraría el Freshman Masculino Nacional del Año en honor a Wayman Tisdale, quien en 1983 fue incluido en el primer equipo All-American en su año freshman en Oklahoma, comenzándose a usar el nombre en 2011.
El 17 de octubre de 2019, la USBWA anunció que renombraría el Freshman Femenino Nacional del Año en honor a Tamika Catchings. Ella condujo a Tennessee a una temporada invicta y un título nacional en su primera temporada en 1997–98, y luego se convirtió en tres veces All-American. Catchings luego jugó 16 temporadas en la WNBA, retirándose como el líder absoluto de la liga en rebotes, robos y tiros libres, así como segundo en puntos.

## Ganadores
| † | Co-Freshmen del año                                                                                                  |
| * | Ganador del premio al mejor universitario del año: el Naismith College Player of the Year o el John R. Wooden Award) |

| Temporada | Jugador                    | Universidad                | Posición                   | Referencia                 |
| --------- | -------------------------- | -------------------------- | -------------------------- | -------------------------- |
| 1988–89   | Chris Jackson              | LSU                        | Base                       | [ 4 ]                      |
| 1989–90   | Kenny Anderson             | Georgia Tech               | Base                       | [ 5 ]                      |
| 1990–91   | Rodney Rogers              | Wake Forest                | Alero                      | [ 6 ]                      |
| 1991–92   | Chris Webber               | Michigan                   | Pívot                      | [ 7 ]                      |
| 1992–93   | Jason Kidd                 | California                 | Base                       | [ 7 ]                      |
| 1993–94   | Joe Smith                  | Maryland                   | Ala-Pívot / Pívot          | [ 4 ]                      |
| 1995–97   | No fue entregado el premio | No fue entregado el premio | No fue entregado el premio | No fue entregado el premio |
| 1997–98   | Larry Hughes               | Saint Louis                | Escolta                    | [ 9 ]                      |
| 1998–99   | Quentin Richardson         | DePaul                     | Alero / Escolta            | [ 9 ]                      |
| 1999–00   | Jason Gardner              | Arizona                    | Base                       | [ 9 ]                      |
| 2000–01   | Eddie Griffin              | Seton Hall                 | Pívot                      | [ 9 ]                      |
| 2001–02   | T. J. Ford                 | Texas                      | Base                       | [ 4 ]                      |
| 2002–03   | Carmelo Anthony            | Syracuse                   | Alero                      | [ 7 ]                      |
| 2003–04   | Luol Deng                  | Duke                       | Alero                      | [ 9 ]                      |
| 2004–05   | Marvin Williams            | North Carolina             | Ala-Pívot                  | [ 6 ]                      |
| 2005–06   | Tyler Hansbrough           | North Carolina             | Ala-Pívot                  | [ 6 ]                      |
| 2006–07   | Kevin Durant*              | Texas                      | Escolta / Alero            | [ 10 ]                     |
| 2007–08   | Michael Beasley            | Kansas State               | Ala-Pívot                  | [ 4 ]                      |
| 2008–09   | Tyreke Evans               | Memphis                    | Alero / Base               | [ 11 ]                     |
| 2009–10   | John Wall                  | Kentucky                   | Base                       | [ 12 ]                     |
| 2010–11   | Jared Sullinger            | Ohio State                 | Ala-pívot                  | [ 13 ]                     |
| 2011–12   | Anthony Davis*             | Kentucky                   | Pívot                      | [ 14 ]                     |
| 2012–13   | Marcus Smart               | Oklahoma State             | Base                       | [ 15 ]                     |
| 2013–14   | Jabari Parker              | Duke                       | Alero                      | [ 16 ]                     |
| 2014–15   | Jahlil Okafor              | Duke                       | Pívot                      | [ 17 ]                     |
| 2015–16   | Ben Simmons                | LSU                        | Alero                      | [ 18 ]                     |
| 2016–17   | Lonzo Ball                 | UCLA                       | Base                       | [ 19 ]                     |
| 2017–18   | Trae Young                 | Oklahoma                   | Base                       | [ 20 ]                     |
| 2018–19   | Zion Williamson*           | Duke                       | Ala-Pívot                  | [ 21 ]                     |
| 2019–20   | Vernon Carey Jr.           | Duke                       | Pívot                      | [ 22 ]                     |
| 2020–21   | Cade Cunningham            | Oklahoma State             | Base                       | [ 23 ]                     |
| 2021–22   | Jabari Smith               | Auburn                     | Alero                      | [ 24 ]                     |
| 2022–23   | Brandon Miller             | Alabama                    | Alero                      | [ 25 ]                     |
| 2023–24   | Reed Sheppard              | Kentucky                   | Base                       | [ 26 ]                     |
| 2024–25   | Cooper Flagg               | Duke                       | Escolta / Alero            | [ 27 ]                     |

| Temporada | Jugador            | Universidad    | Posición        | Referencia |
| --------- | ------------------ | -------------- | --------------- | ---------- |
| 2002–03   | Seimone Augustus   | LSU            | Escolta         | [ 28 ]     |
| 2003–04   | Tiffany Jackson    | Texas          | Alero           | [ 29 ]     |
| 2004–05†  | Tasha Humphrey     | Georgia        | Pívot           | [ 30 ]     |
| 2004–05†  | Candice Wiggins    | Stanford       | Escolta         | [ 30 ]     |
| 2005–06   | Courtney Paris     | Oklahoma       | Pívot           | [ 31 ]     |
| 2006–07   | Tina Charles       | Connecticut    | Pívot           | [ 32 ]     |
| 2007–08   | Maya Moore         | Connecticut    | Alero           | [ 33 ]     |
| 2008–09   | Shekinna Stricklen | Tennessee      | Alero / Escolta | [ 34 ]     |
| 2009–10   | Brittney Griner    | Baylor         | Pívot           | [ 35 ]     |
| 2010–11   | Odyssey Sims       | Baylor         | Base            | [ 36 ]     |
| 2011–12   | Elizabeth Williams | Duke           | Pívot           | [ 37 ]     |
| 2012–13   | Jewell Loyd        | Notre Dame     | Escolta         | [ 38 ]     |
| 2013–14   | Diamond DeShields  | North Carolina | Base            | [ 39 ]     |
| 2014–15   | Kelsey Mitchell    | Ohio State     | Escolta         | [ 40 ]     |
| 2015–16   | Kristine Anigwe    | California     | Pívot           | [ 18 ]     |
| 2016–17   | Sabrina Ionescu    | Oregon         | Base            | [ 41 ]     |
| 2017–18   | Chennedy Carter    | Texas A&M      | Base            | [ 42 ]     |
| 2018–19   | Rhyne Howard       | Kentucky       | Escolta         | [ 43 ]     |
| 2019–20   | Aliyah Boston      | South Carolina | Ala-Pívot       | [ 44 ]     |
| 2020–21‡  | Paige Bueckers*    | UConn          | Base            | [ 45 ]     |
| 2020–21‡  | Caitlin Clark      | Iowa           | Base            | [ 45 ]     |
| 2021–22   | Aneesah Morrow     | DePaul         | Alero           | [ 46 ]     |
| 2022–23   | Ta'Niya Latson     | Florida State  | Base            | [ 47 ]     |
| 2023–24   | JuJu Watkins       | USC            | Escolta         | [ 48 ]     |
| 2024–25   | Mikayla Blakes     | Vanderbuilt    | Base            | [ 49 ]     |